# ChannelJ
ChannelJ（チャンネルジェイ）は、かつて存在した動画配信サイト。
同サービスを運営する株式会社ChannelJについても記述する。

## 概要
- 1999年12月8日設立。
- 2000年4月1日、海外向け日本のニュース文化専門チャンネル「ChannelJ」を開局。  日本国内を除く海外175か国で、米国ディレクＴＶ等を通じ、24時間英語による放送を行う。
- 日本国内で視聴ができないことから、同年Akamaiのサービスを使い、IPサイマル放送を開始。  英語放送ながら国内での視聴が可能になった。
- 2001年以降、日本国内の高速通信インフラが整っていったこともあり、インターネットを利用したオンデマンド放送の事業を展開。2007年からはインターネット生放送も手掛けていた。
- 国税庁の法人番号公表サイトによると、2025年5月29日をもって清算を結了した模様。